# Mark Shield
Mark Shield (2 de setembro de 1973) é um árbitro australiano de futebol. Participou das Copas do Mundo de Coréia/Japão de 2002, sendo o mais novo árbitro de Copas do Mundo, e da Alemanha 2006.

## 2002
- Tunísia 1 - 1 Bélgica

## 2006
- Tunísia 2 - 2 Arábia Saudita
- Irã 1 - 1 Angola